# Журавська сотня
Журавська сотня — адміністративно-територіальна одиниця Прилуцького полку Гетьманської України в 1648—1782 pp.

## Історія

Розташування Журавської сотні на мапі Прилуцького полку станом на 1781 рік.

Утворилася наприкінці 1648 р. як військовий підрозділ Прилуцького полку. Але за Зборівським реєстром 16 жовтня 1649 р. Журавську сотню включили до Кропивнянського полку у складі 120 козаків. Після сформування останнього гетьманом І. Виговським у жовтні 1658 р. сотня була введена до складу Іркліївського полку, а після і його ліквідації у 1663 р. знову повернута до Прилуцького полку, в якому й перебувала до скасування у 1782 р. Територія колишньої сотні увійшла до Пирятинського повіту Київського намісництва.
Сотенний центр: містечко Журавка [Жоравка], нині — село Журавка Варвинського району Чернігівської області.

## Сотники
Бульба Федір (1649—1669). Биченко Матвій (1672). Левченко Степан (1676—1695). Якубович Дем'ян Федорович (1708—1712). Кисіль Іван (1711—1712). Ягельницький Михайло (1712—1728). Кульбачанський Корнило (1726, н.). Гаркуша (1728, н.). Тарасевич Федір (1729—1753). Яновський Іван (1763). Тарновський Петро Данилович (1764—1771). Лукомський Іван Степанович (1771—1782).

## Інша старшина
ОТАМАНИ: Семенович Матвій (?-1676.02.-?), Кочерга Гапон (?-1682.05.-1694-?), Матвій (?-1703-?), Тараненко Костя (?-1725-?), Канівець Микита (?-1731-?), Тур Зенько (?-1737-?), Озерянський Йосип (?-1738-?), Туренко (?-1740-?), Кузьмищенко Сава (?-1740-?), Бабич Трохим (?-1746-?), Стариновський Терентій (1748-1755-?), Бабич Дем'ян, Масло Андрій (1766.16.11 -1782).
ПИСАРІ: Травуцький Яків (?-1725-?), Савич Іван (?-1731-?), Горинський Стефан Євстафієвич (?-1737-1746-?), Гордійович Максим (?-1748.08.-1762-?), Гавриленко Гаврило (1773—1775), Микитченко Іван (1775.3.02.-1779-?).
ОСАВУЛИ: Біленко Прокіп (?-1740-?), Яремович Іван (?-1746-?), Федоренко Іван (?-1748-?), Біленко Прокіп (?-1749-?), Федоренко Іван (?-1755-?), Федорченко Сергій (1773.19.02.-1779-?).
ХОРУНЖІ: Ляховенко Григорій (?-1725-?), Федоренко Тиміш (?-1737-?), Туренко (Туренський) Іван (?-1740-1748.08.-?), Дараган Трохим (1769—1776), Оберемок Андрій (1776.20.12.-1779-?).

## Духовенство
На 1732 рік відомі — Священник Даниїл Стефанів, Священник Федір Іванів, Священник Микита Іванів, Священник Стефан Ладинський, Священник Сава Михайлів.

## Населення
Більшість населення сотні — козаки і їх родини. На 1649 рік найпоширеніші прізвища — Бойко, Білоноженко, Воженко, Денисенко, Коваленко, Омеляненко, Приска, Чмиль, ін. На 1732 р. — Гриценко, Коломийченко, Сердюк, ін.
Серед міщан на 1732 рік відомий війт Ярема Іванів.

### Населені пункти
Журавка, містечко — центр сотні; Антонівка, село; Кулишівка, село; Ладин, село; Макіївка, село.